# Munsan
Munsan (문산) est une ville de Corée du Sud incluse dans la commune de Paju, elle est située à environ 3 km de la Zone coréenne démilitarisée marquant la frontière avec la Corée du Nord. Elle a connu une très forte croissance depuis la Seconde Guerre mondiale.

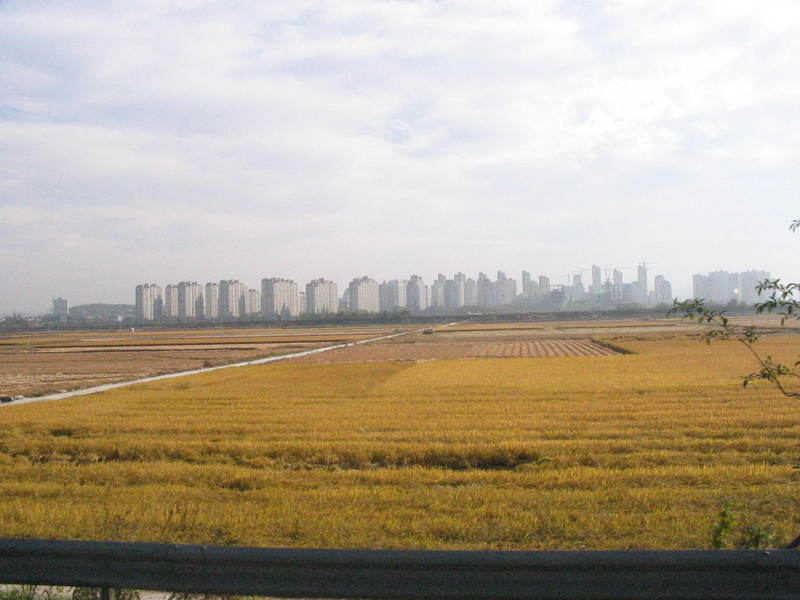
Musan, vue de sa proche campagne
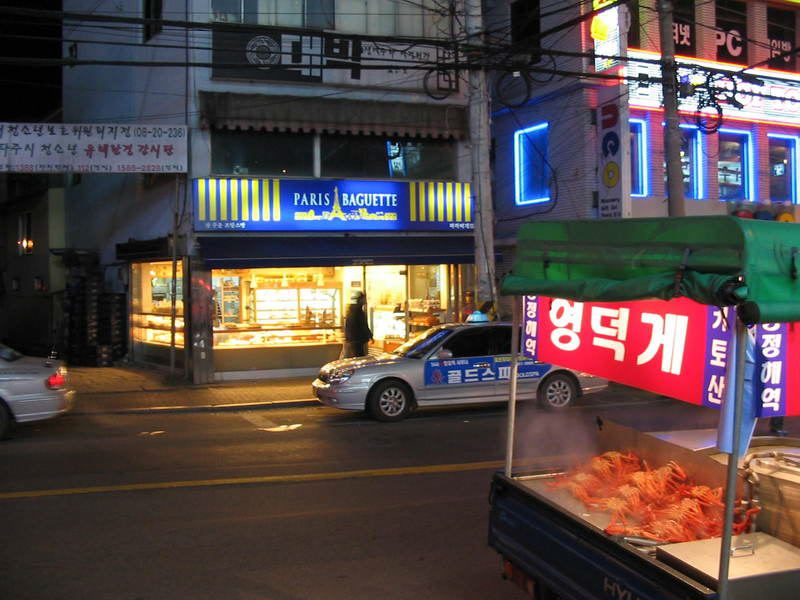
Boulangerie à la française du centre de Musan
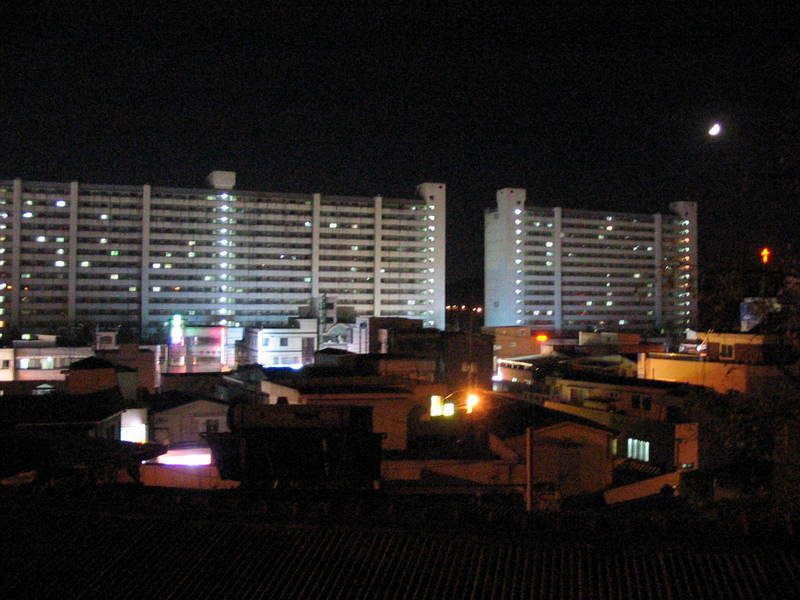
Musan by night